# تاریخچه ثبت ملی اماکن تاریخی
تاریخچه ثبت ملی اماکن تاریخی در سال ۱۹۶۶ زمانی آغاز شد که حکومت ایالات متحده قانون حفاظت از تاریخ ملی (NHPA) را تصویب کرده و ثبت ملی اماکن تاریخی (NRHP) را ایجاد کرد. از بدو تأسیس، خدمات پارک ملی ایالات متحده (NPS) به عنوان آژانس اصلی ثبت نام تبدیل شد. ثبت از طریق دو سازمان‌دهی مجدد به رشد خود ادامه داد، یکی در دهه ۱۹۷۰ میلادی و دیگری در دهه ۱۹۸۰ و در سال 1978 NRHP به‌طور کامل از خدمات پارک ملی خارج شد، دوباره در سال ۱۹۸۱ به NPS منتقل شد.

## سال‌های آغازین

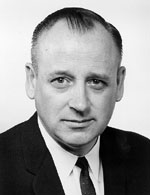
جورج بی. هارتزوگ جونیور، سرپرست پارک خدمات ملی از ۸ ژانویه ۱۹۶۴ تا ۳۱ دسامبر ۱۹۷۲.

در آوریل ۱۹۶۶، شش ماه قبل از ایجاد ثبت ملی اماکن تاریخی، برنامه‌های تحقیقاتی تاریخ خدمات پارک ملی به عنوان بخشی از یک طرح کلی به نام «عملیات ۶۶» در دفتر رابرت ام اوتلی، مورخ ارشد NPS، در واشینگتن دی سی متمرکز گردید. در ۱۵ اکتبر ۱۹۶۶، قانون حفاظت تاریخی، ثبت ملی اماکن تاریخی و دفاتر حفاظت تاریخی دولتی مربوطه را ایجاد کرد. در ابتدا ثبت ملی شامل آن دسته از نشانه‌های تاریخی ملی بود که قبل از ایجاد ثبت اختصاص داده شده بودند. همچنین سایر مکان‌های تاریخی در سیستم پارک ملی. تصویب این قانون که در سال ۱۹۸۰ میلادی اصلاح شد، نشان دهنده اولین باری است که ایالات متحده یک سیاست حفاظتی تاریخی گسترده داشت. در حالی که ثبت ملی، حفاظت خاصی از املاک فهرست شده ارائه نمی‌کند، آژانس‌های فدرال را ملزم می‌کند که تأثیر فعالیت‌ها را بر ساختمان‌ها و املاک فهرست شده یا واجد شرایط برای فهرست در NRHP ارزیابی کنند. قانون سال ۱۹۶۶ آن سازمان‌ها را ملزم می‌کرد تا با همکاری SHPO و یک آژانس مستقل فدرال، شورای مشورتی حفاظت تاریخی (ACHP) برای مقابله با اثرات نامطلوب فعالیت‌های فدرال بر حفاظت از تاریخی کار کنند.
یکی دیگر از ادارات داخلی، خدمات پارک ملی، تجربه قبلی نظارت بر بررسی ساختمان‌های تاریخی آمریکا (۱۹۳۳) و بررسی نواحی تاریخی مجاز در سال ۱۹۳۵ را داشت. به همین دلیل، به دلیل این واقعیت که خدمات پارک قبلاً املاک تاریخی متعددی را در پارک‌های ملی مدیریت می‌کرد، NPS انتخاب منطقی برای رهبری برنامه جدید حفاظت تاریخی بود. برای دربرگیری ثبت ملی جدید اماکن تاریخی، خدمات پارک ملی، تحت مدیریت جورج ب هارتزوگ جونیور، یک بخش اداری به نام دفتر باستان‌شناسی و حفاظت تاریخی (OAHP) را ایجاد کرد. این بخش بر چندین برنامه منابع فرهنگی موجود، شامل بررسی نواحی تاریخی، بخش تاریخ Utley و بررسی ساختمان‌های تاریخی آمریکا و همچنین NRHP جدید و صندوق حفاظت تاریخی نظارت داشت. هارتزوگ OAHP را با ایجاد برنامه ثبت ملی که توسط قانون ۱۹۶۶ الزامی شده بود، متهم کرد. ارنست کانالی اولین مدیر دفتر بود و او بود که مشاهده کرد که حفاظت از تاریخ آمریکا باید انجام شود، «با مشاوره و کمک آگاهانه سازمان‌های حرفهٔ و رشته‌های علمی که مستقیماً با این فعالیت مرتبط هستند، مثل تاریخ، معماری و باستان‌شناسی». در OAHP بخش‌های جدیدی برای رسیدگی به ثبت ملی ایجاد شد. اولین محافظت کننده رسمی ثبت، ویلیام جی مورتاگ، مورخ معماری بود.
در اولین سال‌های ثبت، در اواخر دهه ۱۹۶۰ و اوایل دهه ۱۹۷۰ میلادی، سازمان ضعیف بود و SHPO کوچک و کم‌کار و بودجه اندک داشت. در واقع، پول اندک بود، اما هنوز هم بودجه برای صندوق حفاظت تاریخی تأمین می‌شد تا کمک‌های بلاعوض را به صاحبان املاک فهرست شده، ابتدا در خانه موزیم‌ها و ساختمان‌های سازمانی، اما بعداً در ساختارهای تجاری نیز ارائه کند. در این دوره زمانی، SHPO حتی اگر می‌خواست، زمان کمی برای کار بر روی برنامه‌ریزی جدی داشت. تقاضاهای نجات املاک تاریخی و ساختن سازمان‌ها از پایه، بیشتر منابع اولیه اداره دولتی را مصرف می‌کرد. در نتیجه، نه ادارات حفاظت از تاریخ ایالتی و نه OAHP واقعاً برنامه‌ریزی را جدی نگرفتند. در سال ۱۹۶۹ کانالی به چارلز لی، یک افسر حفاظت تاریخی ایالتی از کارولینای جنوبی گفت: «یک یا دو پاراگراف در مورد هر یک از این عناوین بنویس و نام آن را «طرح اولیه حفاظت تاریخی کارولینای جنوبی» بگذار. اگر کمی هم منطقی بود، من تأیید می‌کنم و شما می‌توانید برای پروژه‌های خشت و مصاله خود اقدام کنید».

## سازمان‌دهی مجدد
در سال ۱۹۷۳ میلادی، برنامه‌های تاریخ NPS وابسته به سیستم پارک‌های ملی ایالات متحده و ثبت ملی به‌طور رسمی به دو «اداره کمکی» طبقه‌بندی شدند که عبارت بودند از: اداره کمکی باستان‌شناسی و حفاظت تاریخی (ADAHP) و اداره کمکی حفاظت تاریخی پارک (ADPHP). اداره کمکی باستان‌شناسی و حفاظت تاریخی با آن دسته از منابع فرهنگی که خارج از سیستم پارک‌های ملی قرار داشتند، سروکار داشت. ADAHP شامل کمک‌های مالی، ثبت ملی، سروی‌های تاریخی، معماری و بخش‌های خدمات میان سازمانی خدمات پارک می‌شد. از سوی دیگر، ADPHP عمدتاً با منابع مرتبط داخلی با NPS سروکار داشت. ADPHP شامل بخش تاریخ، باستان‌شناسی و معماری تاریخی می‌شد.

## برنامه تشویقی
تا سال ۱۹۷۶ میلادی مشوق‌های مالیاتی تقریباً برای ساختمان‌های ثبت ملی وجود نداشت. قبل از سال ۱۹۷۶، قانون مالیات فدرال، ساخت و ساز جدید را به جای استفاده مجدد از سازه‌های موجود، گاهی اوقات تاریخی را ترجیح می‌داد. پس از سال ۱۹۷۶، کود مالیاتی برای ارائه مشوق‌های مالیاتی تغییر یافت که حفظ اموال تاریخی مولد درآمدزا را ترویج می‌کرد. مسئولیت حصول اطمینان از این‌که فقط بازسازی‌های که شخصیت تاریخی یک ساختمان را حفظ می‌کنند واجد شرایط مشوق‌های مالیاتی فدرال هستند بر عهده خدمات پارک ملی است. دارایی‌ها و مکان‌های فهرست‌شده در ثبت و همچنین آن‌های که به عنوان ملکیت‌های سهیم در یک منطقه تاریخی محلی در نظر گرفته می‌شوند «تأیید شده توسط سرویس پارک» باشند، واجد شرایط دریافت مزایای مالیاتی فدرال شدند.
صاحبان املاک فهرست شده در فهرست ملی اماکن تاریخی می‌توانند واجد شرایط دریافت ۲۰ درصد اعتبار مالیاتی سرمایه‌گذاری برای «بازسازی تأیید شده سازه‌های تاریخی تأیید شده درآمدزا» باشند. بازسازی می‌تواند به صورت تجارتی، صنعتی یا رهایشی برای اجاره باشد. برنامه مشوق‌های مالیاتی توسط برنامه مشوق‌های مالیاتی حفاظت از تاریخ فدرال اداره می‌شود که به‌طور مشترک توسط خدمات پارک ملی، SHPO، خدمات درآمد داخلی مدیریت می‌گردند. گذشته از ۲۰ درصد اعتبار مالیاتی، برنامه مشوق مالیاتی ۱۰ درصد اعتبار مالیاتی برای بازسازی به صاحبان ساختمان‌های غیر تاریخی و غیررهایشی ساخته شده قبل از سال ۱۹۳۶ ارائه می‌کند.
مشوق مالیاتی ۲۰ درصد دارای بندهای بسیار خاصی است که نشان می‌دهد چه زمانی می‌توان آن را تطبیق کرد. این اعتبار می‌تواند برای «هر پروژهٔ که وزیر داخله یک بازسازی تأیید شده از یک بنای تاریخی تأیید شده را تعیین کند» استفاده شود.
NHPA هیچ تمایزی بین املاک فهرست‌شده در فهرست ملی اماکن تاریخی و آن‌های که به‌عنوان نشانه‌های تاریخی ملی در رابطه با شرایط مشوق‌های مالیاتی یا کمک‌های مالی تعیین شده‌اند، قائل نشده‌است. این از سوی نویسندگان قانون سال ۱۹۶۶ میلادی عمدی بود، تجربه گذشته نشان داده بود که مقوله‌های مهم باعث می‌شوند که پایین‌ترین مقوله قابل مصرف شود. اساساً، این امر باعث شد که نشانه‌ها به چیزی بیش از «نوار افتخار» ثبت ملی اماکن تاریخی کاهش یابند.